# Ísafjarðardjúp
Ísafjarðardjúp (isl. „głębia lodowego fiordu”) – fiord w północno-zachodniej Islandii o szerokości około 12 km i długości około 75 km, największy w regionie Fiordów Zachodnich. Linia brzegowa w jego południowej części jest dobrze rozwinięta z licznymi mniejszymi fiordami: Skutulsfjörður, Álftafjörður, Seyðisfjörður, Hestfjörður, Skötufjörður, Mjóifjörður, Reykjafjörður i Ísafjörður. Natomiast w północnej części jest słabo rozwinięta i brak tam większych zatok poza Kaldalón. Na wodach fiordu położone są niewielkie wyspy Æðey, Vigur i Borgarey.
Północne wybrzeże jest słabo zaludnione. Większe miejscowości znajdują się na południowym wybrzeżu w jego zachodniej części bliżej otwartych wód Oceanu Atlantyckiego. Są to miejscowości: Bolungarvík, Hnífsdalur, Ísafjörður (największa miejscowość w regionie Vestfirðir) i Súðavík, które na początku 2018 roku zamieszkiwało około 3 tys. osób. Dociera do nich droga nr 61 biegnąca wzdłuż południowego wybrzeża.